# Rebecca Nurse

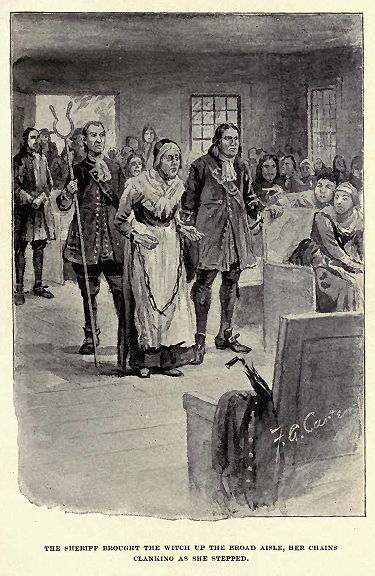
Eine phantasievolle Darstellung des Prozesses von Rebecca Nurse aus The Witch of Salem, or Credulity Run Mad von John R. Musick

Rebecca Nurse (geborene Towne; * 13. Februar 1621 in Great Yarmouth, England; † 19. Juli 1692 in Salem) war eine Frau, die während der Hexenprozesse von Salem 1692 in Neuengland der Hexerei angeklagt und durch den Strang hingerichtet wurde. Erst zwanzig Jahre später wurde sie rehabilitiert.
Sie war die Frau von Francis Nurse und hatte mehrere Kinder. Rebecca war ein angesehenes Mitglied ihrer Gemeinde. Sie wurde im Frühjahr und Sommer 1692 vor Gericht gestellt und verurteilt und am 19. Juli hingerichtet. Ihre verheirateten Schwestern Mary Eastey und Sarah Cloyce wurden ebenfalls angeklagt. Mary wurde verurteilt und hingerichtet, Sarah überlebte.

## Frühes Leben
Die Tochter von William (ca. 1598–1672) und Joanna Towne (ca. 1595/99–1682) (geb. Blessing), Rebecca Nurse, wurde am 13. Februar 1621 in Great Yarmouth, England, geboren. Ihre Taufe ist für den 21. Februar 1621 verzeichnet. Ihre Familie wanderte in die Massachusetts Bay Colony aus und ließ sich in Salem nieder, obwohl die meisten der Towne-Familie schließlich ins Landesinnere nach Topsfield zogen. Rebecca hatte drei Schwestern, Susan (getauft am 26. Oktober 1625; gestorben am 29. Juli 1630), Mary (getauft am 24. August 1634; hingerichtet 1692) und Sarah. Sie hatte auch drei Brüder, Edmund (getauft im Juni 1628), Jacob (getauft am 11. März 1631 oder 1632) und Joseph (geboren um 1639).
Um 1644 heiratete sie den ebenfalls in England geborenen Francis Nurse (oder Nourse; 1618–1695), der von Beruf „Tablettmacher“ war und wahrscheinlich auch viele andere Haushaltsgegenstände aus Holz herstellte. Aufgrund der Seltenheit solcher Haushaltsgegenstände waren solche Handwerker sehr geschätzt. Sie zogen ihre Familie im Dorf Salem (heute Danvers, Massachusetts) auf. Das Paar hatte acht Kinder: vier Töchter und vier Söhne. Sie hießen John Nurse (geboren 1645), Rebecca Nurse (geboren 1647), Samuel Nurse (geboren 1649), Elizabeth Nurse (geboren 1655 oder 1656), Mary Nurse (geboren 1657 – 28. Juni 1749), Francis Nurse (geboren 1660 oder 1661), Sarah Nurse (geboren 1662) und Benjamin Nurse (geboren 1665 oder 1666). Im Jahr 1672 diente Francis Nurse als Konstabler von Salem. Später wurde geschrieben, dass Rebecca „einen Ruf für vorbildliche Frömmigkeit erworben hatte, der in der Gemeinde praktisch unangefochten war“, was sie zu einer der „unwahrscheinlichsten“ Personen machte, die der Hexerei beschuldigt wurden.
Im Jahr 1678 erhielten sie das Angebot, eine 120 Hektar große Farm in der ländlichen Gegend von Salem (heute Danvers, Massachusetts) zu pachten, die ursprünglich Teil einer 1636 an Townsend Bishop vergebenen Zuwendung war. Diese Farm existiert noch immer und ist heute als Rebecca Nurse Homestead erhalten. Rebecca und Francis besuchten häufig das Versammlungshaus von Salem Village, und Francis war in der Gemeinde sehr aktiv und genoss hohes Ansehen in Salem Village; er wurde oft gebeten, als Schlichter bei Streitigkeiten zu fungieren. Die Nurses blieben offiziell bis zu ihrem Tod Mitglieder der Kirche von Salem Towne, obwohl sie in der Dorfgemeinschaft sehr aktiv waren. Im Jahr 1699 konnten die Kinder der Nurses den Hof offiziell vollständig erwerben und blieben über mehrere Generationen im Besitz der Familie.

## Anklagen und Gerichtsverfahren
Am 23. März 1692 wurde aufgrund der Anschuldigungen von Edward und John Putnam ein Haftbefehl gegen sie erlassen. Als die gebrechliche 71-jährige Nurse, die oft als Invalidin bezeichnet wurde, von den Anschuldigungen erfuhr, sagte sie: „Ich bin unschuldig wie ein ungeborenes Kind, aber welche Sünde hat Gott in mir gefunden, die ich nicht bereue, dass er mir in meinem hohen Alter eine solche Bürde auferlegt hat?“
Die gegen sie erhobenen Anschuldigungen lösten einen öffentlichen Aufschrei aus, da sie als sehr fromme Frau galt, die in Freundschaft mit ihren Nachbarn lebte und einen guten Ruf hatte. Ihre Nachbarin Sarah Holton beschuldigte Rebecca, sie habe sich in einem Streit über einige unbefugte Schweine völlig unvernünftig verhalten und ihren Mann zu Tode verflucht. Sarah Holtons Ehemann Benjamin Holton bekam in der Nacht nach der Auseinandersetzung Krämpfe und starb dann Wochen nach Rebeccas Auseinandersetzung mit ihnen über ihre Schweine. Sarah Holten glaubte, dass Rebecca ihren Mann mit einem Fluch belegt hatte, besann sich aber später eines Besseren und war eine der ersten, die über die Ungerechtigkeit des Prozesses sprach. Neununddreißig der prominentesten Mitglieder der Gemeinde unterzeichneten eine Petition zu Gunsten von Nurse. Mit 71 Jahren war sie eine der ältesten Angeklagten. Die Untersuchungsrichter John Hathorne und Jonathan Corwin, die normalerweise die Schuld der Angeklagten als selbstverständlich ansahen, nahmen im Fall von Rebecca eine deutlich andere Haltung ein als im Fall ihrer Schwester Mary Eastey. Sie sagten Rebecca offen, dass sie, falls sie unschuldig sei, dafür beteten, dass Gott ihre Unschuld beweisen möge, denn „es ist eine traurige Sache, Kirchenmitglieder angeklagt zu sehen“. Hathorne wurde zweifellos von der Tatsache beeinflusst, dass seine Schwester Elizabeth Porter eine enge Freundin von Rebecca und eine ihrer entschiedensten Verteidigerinnen war.
Ihr Prozess begann am 30. Juni 1692. In Übereinstimmung mit den damaligen Verfahren vertrat sich Mrs. Nurse, wie andere der Hexerei Beschuldigte, selbst, da sie keinen Anwalt haben durfte. Aufgrund ihres guten Rufs sagten viele Mitglieder der Gemeinde für sie aus, darunter auch ihre Familienangehörigen. Oft brachen die „Heimgesuchten“ in Anfälle aus und behaupteten, Nurse würde sie quälen. Solche so genannten „Gespensterbeweise“ wurden im Prozess zugelassen, um zu zeigen, dass der Satan andere in der Gemeinde auf Geheiß der Angeklagten quälte. Als Antwort auf ihre Ausbrüche erklärte Nurse:
„Ich habe niemanden, zu dem ich aufschauen kann, außer Gott.“
Am Ende sprachen die Geschworenen Nurse für nicht schuldig. Aufgrund des öffentlichen Aufschreis und der erneuten Anfälle und Krämpfe der „Betroffenen“ besprachen die Richter ihren Fall mit den Geschworenen. Ein bestimmter Punkt wurde besonders hervorgehoben, und die Geschworenen beantragten eine zweite Chance zur Beratung (eine damals übliche Rechtspraxis). Die Geschworenen forderten Rebecca auf, ihre Bemerkung zu erklären, dass eine andere angeklagte Hexe, Deliverance Hobbs, „zu ihrer Gesellschaft“ gehöre, was darauf schließen ließ, dass sie beide einen Pakt mit dem Teufel geschlossen hatten. Fatalerweise hörte Rebecca, die schwerhörig war, die Frage nicht: Sie erklärte ihren Kindern später, dass sie sich auf diese Frau als eine andere „angeklagte“ Hexe bezog. Die Geschworenen änderten jedoch ihr Urteil und verurteilten Nurse am 19. Juli 1692 zum Tode. Das Urteil wurde noch am selben Tag vollstreckt.

## Tod und die Folgen
Viele Menschen bezeichneten Nurse aufgrund ihres gefassten Verhaltens am Galgen als „die Frau der Selbstwürde“. Wie es üblich war, wurde ihr Leichnam nach der Hinrichtung in einem flachen Grab in der Nähe der Hinrichtungsstätte beigesetzt. Sie galten als untauglich für ein christliches Begräbnis auf einem Kirchhof. Mündlichen Überlieferungen zufolge kehrte die Familie der Krankenschwester nach Einbruch der Dunkelheit heimlich zurück und grub ihren Leichnam aus, den sie auf dem Hof der Familie ordnungsgemäß bestattete. Obwohl ihre genaue Ruhestätte nie bestätigt wurde, errichteten ihre Nachkommen 1885 auf dem Friedhof des Rebecca Nurse Homestead in Danvers (ehemals Salem Village), Massachusetts, ein großes Granitdenkmal auf dem Familiengrundstück. Die Inschrift auf dem Denkmal lautet:
Rebecca Nurse, Yarmouth, England 1621. Salem, Massachusetts, 1692.

O christliche Märtyrerin, die für die Wahrheit sterben konnte

Als alle um dich herum die abscheuliche Lüge kannten!

Die vom Aberglauben befreite Welt

atmet heute um deinetwillen freier.

(Aus dem Gedicht „Christian Martyr“ von John Greenleaf Whittier)
1706 verfasste ihre Anklägerin, Ann Putnam jr., in Absprache mit Reverend Joseph Green, dem Nachfolger von Samuel Parris als Pfarrer der Kirche von Salem, ein Geständnis. Green verlas Putnams Geständnis am 25. August 1706 vor der Gemeinde von Salem Village, woraufhin Putnam die Kommunion empfing. Sie äußerte große Reue über ihre Rolle gegenüber Rebecca und insbesondere ihren beiden Schwestern, Mary Eastey und Sarah Cloyce: 

„Ich wünsche, vor Gott gedemütigt zu werden wegen der traurigen und demütigenden Vorsehung, die der Familie meines Vaters im Jahr '92 widerfahren ist; dass ich, die ich damals noch ein Kind war, durch eine solche Vorsehung Gottes zu einem Werkzeug gemacht wurde, um mehrere Personen eines schweren Verbrechens anzuklagen, wodurch ihnen das Leben genommen wurde, obwohl ich jetzt berechtigte Gründe und gute Gründe habe, zu glauben, dass sie unschuldige Personen waren; und dass es eine große Täuschung Satans war, die mich in dieser traurigen Zeit verführte, wodurch ich mit Recht fürchte, dass ich mit anderen, wenn auch unwissentlich und unwissentlich, dazu beigetragen habe, die Schuld unschuldigen Blutes über mich und dieses Land zu bringen; obwohl ich wahrhaftig und aufrichtig vor Gott und den Menschen sagen kann, dass ich das, was ich gegen irgendeine Person gesagt oder getan habe, nicht aus Zorn, Bosheit oder bösem Willen gegen irgendeine Person getan habe, denn ich hatte nichts dergleichen gegen einen von ihnen; aber was ich getan habe, war unwissentlich, da ich von Satan getäuscht wurde. Und besonders, da ich ein Hauptinstrument der Anklage gegen Goodwife Nurse und ihre beiden Schwestern war, wünsche ich, mich in den Staub zu legen und dafür gedemütigt zu werden, dass ich mit anderen eine Ursache für ein so trauriges Unglück für sie und ihre Familien war; aus diesem Grund wünsche ich, mich in den Staub zu legen und ernsthaft um Vergebung von Gott und von all jenen zu bitten, denen ich berechtigten Anlass zu Kummer und Beleidigung gegeben habe, deren Verwandte weggenommen oder angeklagt wurden.“

Vor der öffentlichen Verlesung war Rebecca Nurses Sohn Samuel Nurse „als Vertreter derer, die unter ihrer Aussage gelitten hatten“, befragt worden, und er hielt ihr Geständnis „für ihn für zufriedenstellend“. Im Gegensatz dazu hat die Familie Nurse Samuel Parris, dem Dorfpfarrer während des Prozesses, nie verziehen. Die Familie machte ihn persönlich für ihren Verlust verantwortlich. Einer von Rebeccas Söhnen erklärte: „Wir wissen nicht, wie wir den Verlust einer solchen Mutter in Worte fassen sollen“. Die Familie ruhte nicht, bis Parris 1697 seines Amtes enthoben wurde. Im Jahr 1711 beantragten ihre Kinder bei der Regierung die Aufhebung des Urteils und erhielten eine Entschädigung für Rebeccas unrechtmäßigen Tod. 1712 hob die Kirche von Salem Towne das Urteil der Exkommunikation auf, das sie über sie verhängt hatte: „damit es nicht länger eine Schande für ihr Andenken oder ein Anlass zum Kummer für ihre Kinder sei“.
Im Jahr 1885 weihten Nurses Nachkommen, Mitglieder der First Church of Danvers (ursprünglich bekannt als The Church of Christ in Salem Village) und Bürger der Stadt das Rebecca-Nurse-Denkmal zu ihrem Gedenken ein. Der Granitobelisk ist das erste Denkmal für eine der Hexerei angeklagte Person in Nordamerika und trägt eine Inschrift des Dichters John Greenleaf Whittier, der damals in der Nähe wohnte.
Die Familie Nurse bewohnte das Haus über viele Generationen hinweg. Schließlich wurde das Gehöft der Familie Nurse im Jahr 1784 an Phineas Putnam, einen Cousin von Rebeccas Ur-Ur-Enkel Benjamin, verkauft. Die Familie Putnam blieb bis etwa 1905. Im Jahr 1909 wurde die Farm von Freiwilligen gerettet und in ein historisches Hausmuseum umgewandelt, das das ursprüngliche Haus und den Friedhof auf 27 der ursprünglichen 300 Acres (1,2 km²) Land umfasst.
Im Jahr 2021, dem 400. Jahrestag von Nurse's Geburt, wurde die erste vollständige Biografie über ihr Leben veröffentlicht.

## In der Populärkultur
Der Prozess von Rebecca Nurse wurde in einer Folge des CBS-Radioprogramms CBS Is There am 28. Juli 1947 ausgestrahlt.
Rebecca Nurse ist eine der Hauptfiguren in Arthur Millers Stück Hexenjagd. In der ursprünglichen Broadway-Inszenierung von 1953 wurde sie von Jean Adair gespielt, die kurz darauf starb. Das Stück wurde 1957 (Die Hexen von Salem) und 1996 (Hexenjagd) verfilmt; die Krankenschwester wurde von den Schauspielerinnen Marguerite Coutan-Lambert und Elizabeth Lawrence dargestellt. In der ersten und viel beachteten Fernsehadaption der BBC von 1980 wurde sie von Ann Dyson gespielt.
Auch in Robert Wards mit dem Pulitzer-Preis ausgezeichneter Opernadaption von Millers Stück ist sie eine Hauptfigur.
Sie inspirierte andere dramatische Bearbeitungen der Salemer Hexenprozesse. In dem PBS-Film Three Sovereigns for Sarah spielt Vanessa Redgrave eine der Schwestern von Rebecca Nurse, Sarah Cloyce; obwohl sie angeklagt wurde, entkam sie der Hinrichtung. Der Film stellt Nurse und ihre Familienmitglieder als Hauptfiguren dar. Rebecca wurde 2002 von der Schauspielerin Shirley MacLaine in der CBS-Miniserie Salem Witch Trials dargestellt.
Nurse war das Thema der Vorlesungen über Hexerei von Charles W. Upham. Sie wird auch beiläufig in Robin Cooks Spannungsroman Acceptable Risk erwähnt. Eine fiktive Figur hält sie für fromm und zeigt sich überrascht, als sie Nurse auf dem Weg zu ihrer Hinrichtung sieht. Nurse ist auch eine Nebenfigur in Katherine Howes historischem Roman The Physick Book of Deliverance Dane. In Howes Roman wird Nurse als Gegenspielerin der Hauptfigur Deliverance Dane eingesetzt. Die wichtigsten Auftritte und Dialoge von Rebecca finden sich in den Szenen der Verurteilung und Hinrichtung der der Hexerei Angeklagten. Ihr Prozess und ihr Tod sind Elemente des Doctor-Who-Romans Die Hexenjäger.

## Bemerkenswerte Nachkommen
Rebecca Nurse ist die Vorfahrin mehrerer bekannter Persönlichkeiten, z. B. Mitt Romney, Zach Braff und Lucille Ball.